# Calothorax lucifer
El colibrí lucifer, colibrí luminoso o tijereta norteña (en México) (Calothorax lucifer) es una especie de ave apodiforme de la familia Trochilidae —los colibríes— una de las dos pertenecientes al género Calothorax. Se reproduce entre el suroeste de Estados Unidos, norte y centro de México, y migra hacia el centro y sur de México en los inviernos boreales. 

## Distribución y hábitat
Su hábitat natural reproductivo son los desiertos y las áreas áridas con plantas agaves en el suroeste de los Estados Unidos, desde el suroeste de Tejas, el extremo suroeste de Nuevo México al extremo sureste de Arizona, y el centro y norte de México. También puede encontrarse en el archipiélago Madrense en el extremo norte de la Sierra Madre Occidental. Su población es numerosa y estable a falta de indicadores de alguna tendencia.
Entre diciembre y febrero migra hacia el centro y suroeste de México, desde el interior de Jalisco al sur hasta Guerrero y Oaxaca, incluyendo Colima, Michoacán, México y Morelos.

## Descripción

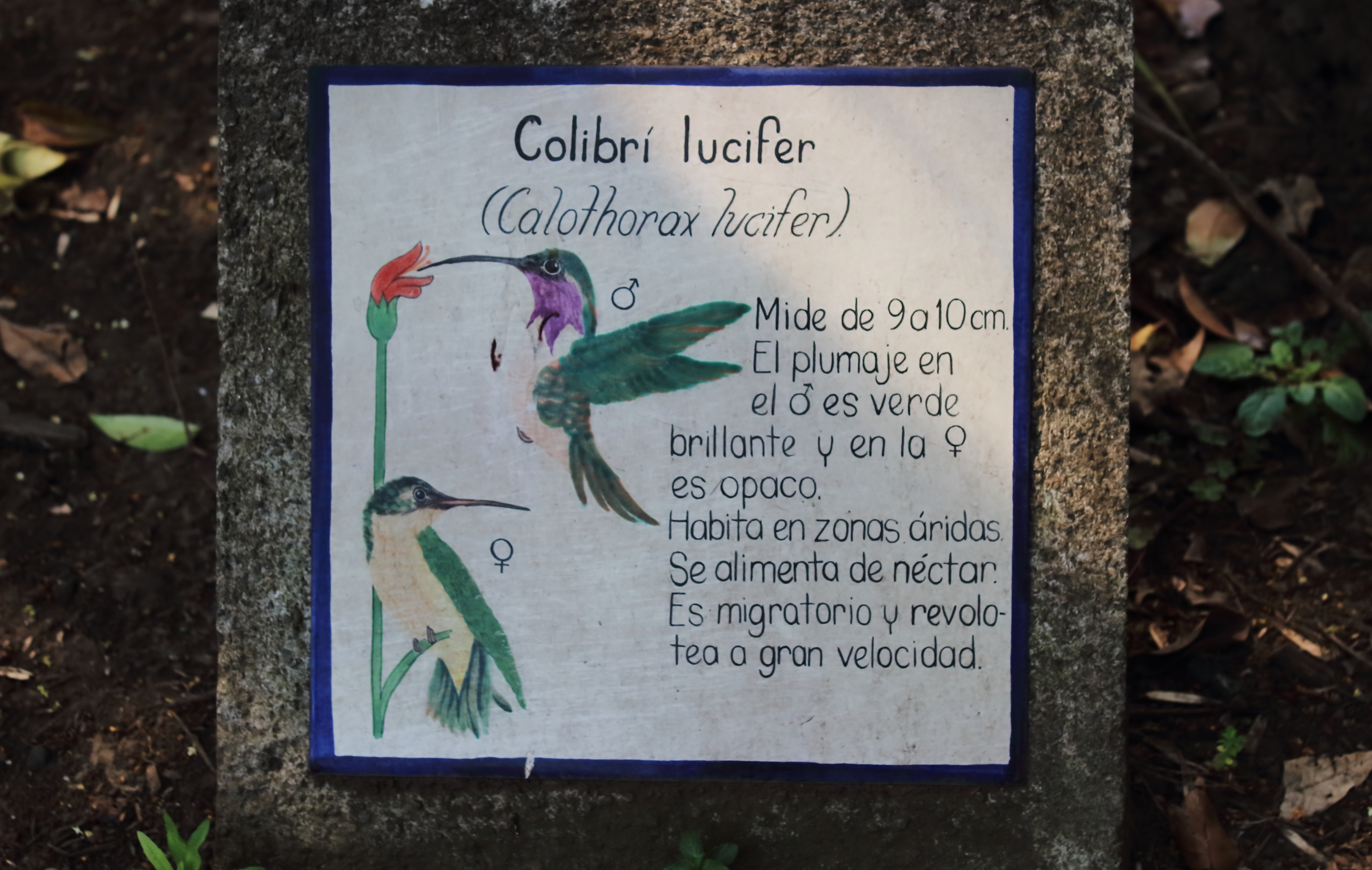
Breve descripción sobre el Calothorax lucifer en el jardín botánico de la UNAM, México.

Mide 10 cm de longitud, es verde con un largo pico curvado, alas pequeñas y raya blanca detrás del ojo. El macho tiene un plumaje iridiscente, cola bifurcada oscura, corona verde, la garganta magenta y partes inferiores blancas. La hembra es más grande que el macho con un  plumaje más apagado, garganta blanca y beige por debajo. Su dieta consiste en  principalmente de néctar, arañas y pequeños insectos. La hembra pone dos huevos blancos en el pequeño nido en forma de copa.

## Reproducción
El colibrí lucifer no forman vínculos de pareja y probablemente es polígamo. Se ha observado que el macho se muestra con una danza de apareamiento en los nidos. La mayoría de las exhibiciones ocurren durante la construcción de nidos y la puesta de huevos. La exhibición consiste en el macho volando de un lado a otro entre dos perchas, un vuelo vertical seguido de una poderosa inmersión en espiral hacia la hembra, que termina con un vuelo lateral errático. Aún no se ha observado la cópula. Se sabe que la temporada de reproducción dura de abril a agosto.

## Alimentación
Las principales fuentes de alimento para el colibrí lucifer incluyen arañas, pequeños insectos (principalmente moscas) y néctar de varias especies de plantas. Mientras defienden las plantas de néctar, el colibrí lucifer a veces capturan pequeños insectos para alimentarse. Esto suele ocurrir durante las primeras horas de la mañana (de 8 a. m. a 11 a. m.). En un estudio, los colibríes realizaron hasta 200 vuelos de captura de moscas en la primera hora (8-9 a. m.) y tan solo 13 en la tercera hora (11-12 a. m.). Probablemente esto se deba a que los insectos son más visibles y más abundantes a la luz de la mañana. La hembra busca arañas para alimentar a sus crías.

## Sistemática

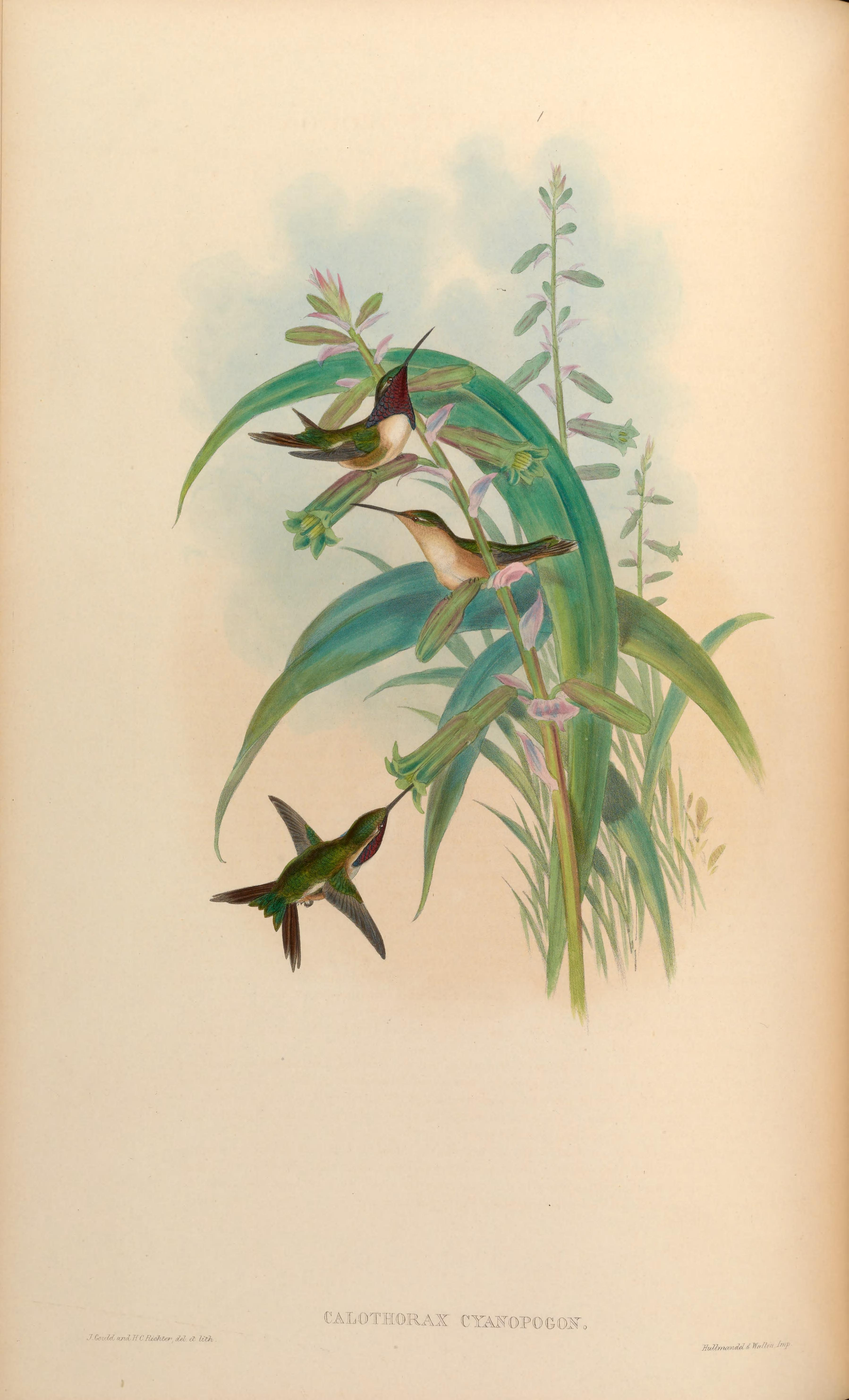
Calothorax cyanopogon sinónimo de Calothorax lucifer, ilustración de Gould y Richter en A monograph of the Trochilidae, or family of humming-birds 3, 1861.

### Descripción original
La especie C. lucifer fue descrita por primera vez por el ornitólogo británico William Swainson en 1827 bajo el nombre científico Cynanthus lucifer; su localidad tipo es: «Temiscaltipec, México».

### Etimología
El nombre genérico masculino «Calothorax» se compone de las palabras del griego «kalos» que significa ‘hermoso’, y «thōrax» que significa ‘pecho’; y el nombre de la especie «lucifer», en latín significa ‘luminoso’.

### Taxonomía
Es monotípica. Se han registrado híbridos con otras especies de colibríes: Archilochus alexandri, Calypte anna, Calypte costae y Selasphorus platycercus.